# 太陽神教育集團
太陽神教育集團（英語：Apollo Group, Inc.，NASDAQ：APOL），是一個總部位於美國亞利桑那州鳳凰城城南地區的商業性教育集團，旗下擁有鳳凰城大學、亞維雅學院、西方國際大學等營利教育機構。1970年由約翰·施柏齡創立。在1995年於納斯達克上市。
2012年12月31日，太陽神教育集團創辦人約翰．施柏齡正式調任榮譽主席。
2016年5月，太陽神教育集團被投資管理公司阿波羅全球管理收購並退市。 